# Kilian Virviescas
Kilian Virviescas (Bogotá, 2 de agosto de 1980) es un exfutbolista colombiano. Jugaba de mediocampista. 
Creó una escuela de fútbol y canchas sintéticas con su amigo Fabián Vargas, "V&V Fútbol Club", en la ciudad de Ibagué, Tolima. Su escuela cuenta con alrededor de 700 niños, siendo una de las más grandes de la ciudad. Implementan metodologías de grandes clubes como el Barcelona de España, como la periodización táctica y el enfoque estructurado.
Además de administrar “V&V FÚtbol Club” en la ciudad de Ibagué, es representante futbolístico y dueño de La Muralla, un restaurante-bar ubicado en la ciudad amurallada Cartagena.

## Clubes
| Club               | País      | Año       |
| ------------------ | --------- | --------- |
| América de Cali    | Colombia  | 1999-2002 |
| Real Cartagena     | Colombia  | 2002      |
| América de Cali    | Colombia  | 2002-2003 |
| River Plate        | Argentina | 2003-2004 |
| San Lorenzo        | Argentina | 2004-2005 |
| São Caetano        | Brasil    | 2005      |
| Deportes La Serena | Chile     | 2006      |
| Gimnasia y Esgrima | Argentina | 2006      |
| Alianza Lima       | Perú      | 2007      |
| Santa Fe           | Colombia  | 2007      |
| Deportes Tolima    | Colombia  | 2008-2009 |
| Envigado F. C.     | Colombia  | 2010      |
| Unión San Felipe   | Chile     | 2011-2012 |
| Patriotas Boyacá   | Colombia  | 2013      |

## Palmarés

### Campeonatos nacionales
| Título           | Club            | País      | Año    |
| ---------------- | --------------- | --------- | ------ |
| Primera A        | América de Cali | Colombia  | 2000   |
| Primera A        | América de Cali | Colombia  | 2001   |
| Primera A        | América de Cali | Colombia  | A-2002 |
| Primera División | River Plate     | Argentina | C-2004 |

- Fue subcampeón de la Copa Sudamericana 2003 con River Plate